# Ben Gastauer
Ben Gastauer né le 14 novembre 1987 à Dudelange au Luxembourg est un coureur cycliste luxembourgeois. Professionnel de 2010 à 2021, son palmarès comporte une victoire au Tour du Haut-Var 2015.

## Biographie

### Carrière amateur
Né le 14 novembre 1987 à Dudelange, fils de la sculptrice Yvette Gastauer-Claire (née en 1957), Ben Gastauer commence le cyclisme en 1993, au LP07 Schifflange. Il reste dans ce club jusqu'en 2006. 
En catégorie juniors en 2004 et 2005, il est champion du Luxembourg du contre-la-montre juniors en 2005 et se classe deuxième de la Classique des Alpes juniors cette année-là, remportée par Alexandr Pliuschin. Il participe deux fois à la course en ligne des championnats du monde juniors : 91e en 2004, il ne la termine pas en 2005.
Ben Gastauer entre dans la catégorie des moins de 23 ans en 2006. Champion du Luxembourg sur route espoirs, il dispute la course en ligne espoirs des championnats du monde sur route en 2006 à Salzbourg en Autriche, qu'il ne termine pas.
En 2007 et 2008, il court pour l'équipe suisse FidiBC.com-VC Arbedo. En 2007, il est à nouveau champion du Luxembourg espoirs et prend la 82e place du championnat du monde espoirs, à Stuttgart en Allemagne. Il est contacté par Chambéry Cyclisme Formation, réserve de l'équipe ProTour AG2R La Mondiale, mais FidiBC.com ne l'autorise à partir que s'il dispose d'un contrat professionnel avec cette dernière pour 2010. Ben Gastauer reste donc membre de l'équipe FidiBC.com en 2008. Malgré une saison perturbée par des blessures. Il est cette fois champion du Luxembourg du contre-la-montre espoirs. Avec l'équipe du Luxembourg des moins de 23 ans, il participe au Tour de l'Avenir, qu'il termine à la 21e place. Il est ensuite le seul représentant luxembourgeois lors de la course en ligne espoirs des championnats du monde sur route à Varèse en Italie. Il en prend la 50e place. En fin de saison, il remporte la Ruota d'Oro, épreuve de l'UCI Europe Tour.
Il est recruté pour l'année 2009 par le Chambéry CF, équipe amateur française, réserve de l'équipe ProTour AG2R La Mondiale. Durant cette saison, il gagne le Circuit des Communes de la Vallée du Bédat, puis en juin le Tour des Pays de Savoie, qu'il domine de bout en bout, avec plus de deux minutes d'avance sur son premier concurrent, Tejay van Garderen. Il signe un doublé aux championnats du Luxembourg, avec les titres de la course en ligne et du contre-la-montre espoirs. Aux championnats du monde sur route à Mendrisio, en Suisse, il est 23e de la course en ligne et 58e du contre-la-montre. La même année, il intègre l'équipe AG2R La Mondiale comme stagiaire, puis comme coureur professionnel à compter de 2010.

### Carrière professionnelle
Durant sa première année chez AG2R La Mondiale, Ben Gastauer se classe troisième du Championnat du Luxembourg sur route et sixième de Paris-Corrèze. Il participe à la course en ligne élites des championnats du monde, qu'il abandonne.
En 2011, il participe au Tour d'Italie, son premier grand tour. Il termine 88e. Il participe à la course en ligne des Championnats du monde à Copenhague et la termine à la 154e place. Son contrat avec AG2R est prolongé de deux aux.
Bien que second du championnat du Luxembourg du contre-la-montre en 2012, il était le seul représentant des coureurs professionnels et porte donc le maillot de champion national lors des courses chronométrées. Il n'est pas sélectionné pour représenter le Luxembourg aux Jeux olympiques de Londres, malgré le forfait d'Andy Schleck. Il dispute deux grands tours durant cette saison, le Tour d'Espagne et le Tour d'Italie.

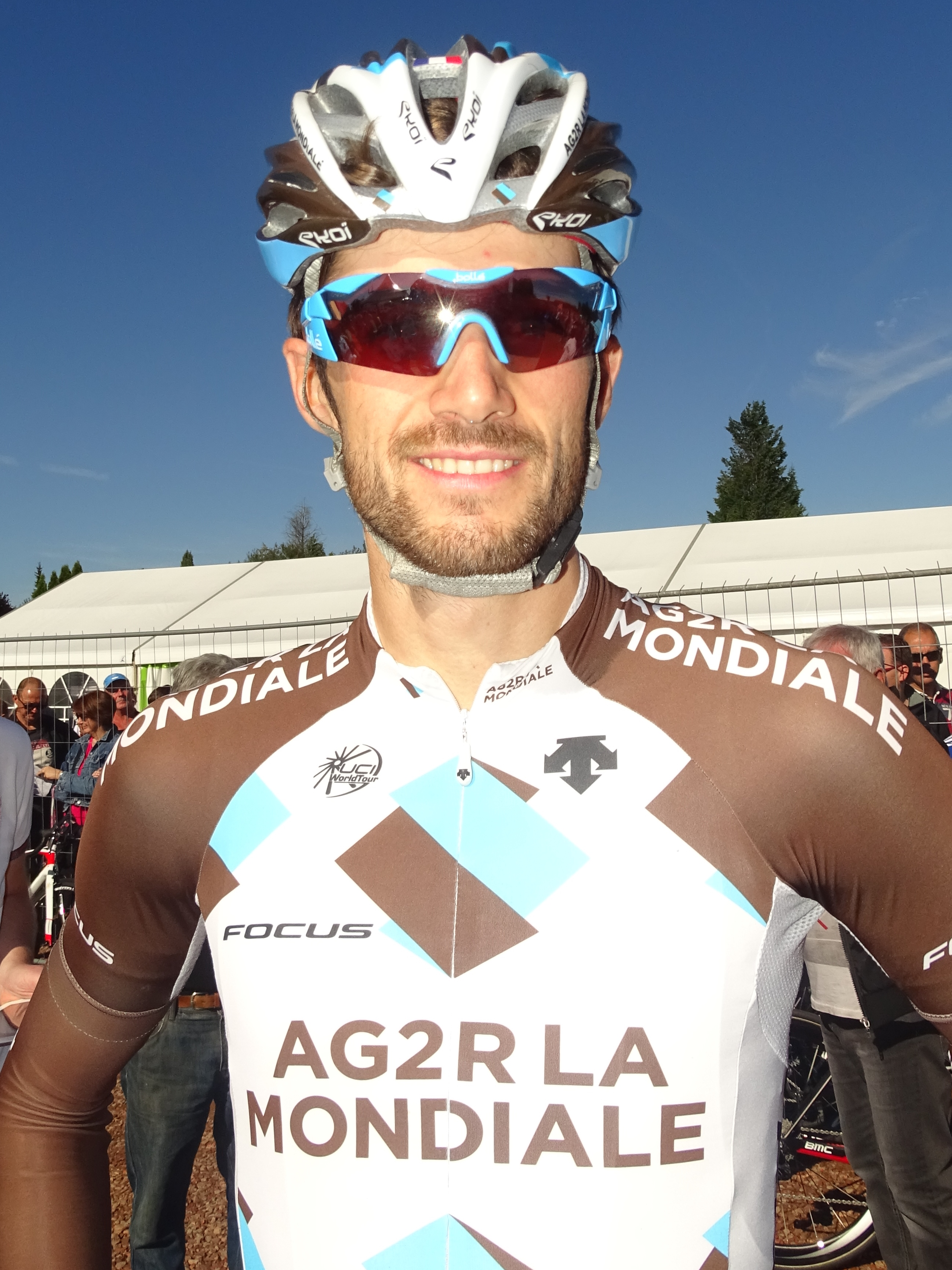
Ben Gastauer lors du Grand Prix d'Isbergues 2015.

En 2013, Ben Gastauer, reprend la compétition au Tour de San Luis en vue d'épauler ses leaders plus tard sur le Giro. Il participe à Liège-Bastogne-Liège en remplaçant Domenico Pozzovivo qui a chuté sur le Tour du Trentin. Sur le Tour d'Italie, il a pour rôle d'épauler ses leaders : Carlos Betancur et Domenico Pozzovivo. Il participe également au Tour d'Espagne où il est passé plusieurs fois à l'offensive terminant notamment à la 12e place d'une étape. Son contrat avec AG2R est à nouveau prolongé pour deux ans.
Ben Gastauer dispute son premier Tour de France en 2014. Il aide Jean-Christophe Péraud à monter sur le podium, à la deuxième place du classement général, et Romain Bardet à prendre la sixième place. AG2R La Mondiale remporte le classement par équipes et Gastauer termine pour sa part à la 21e place, en ayant effectué un travail remarqué lors de la quatorzième étape, dans la montée vers Risoul,. Le mois suivant, il prend la treizième place de l'Eneco Tour. En septembre, il est 52e du championnat du monde sur route.
En février 2015, Ben Gastauer obtient ses premières victoires professionnelles en gagnant la première étape et le classement général du Tour du Haut-Var. Le contrat qui le lie à son employeur est prolongé jusqu'à 2017 en juin. À nouveau aligné au Tour de France en tant qu'équipier de Péraud et Bardet, il doit abandonner après dix jours de course, souffrant d'un traumatisme costal, et d'une bronchite mêlée à une sinusite et une otite. Cette maladie l'affaiblit encore dans les deux mois qui suivent le Tour, et le poussent à abandonner lors de l'Eneco Tour, et à renoncer à participer aux championnats du monde sur route.
Lors de la huitième étape du Tour d'Italie 2020, il chute à la suite d'un incident mécanique. Cette chute lui cause une fracture de la clavicule gauche et entraîne son abandon.
Diminué en 2021 par un problème au plancher pelvien, Gastauer arrête sa carrière à l'issue du Tour de Luxembourg en septembre.

## Palmarès et résultats

### Palmarès amateur
| - 2004 - 3e du championnat du Luxembourg du contre-la-montre juniors - 2005 - Champion du Luxembourg du contre-la-montre juniors - 2e de la Classique des Alpes juniors - 2006 - Champion du Luxembourg sur route espoirs - 3e étape de l'Arden Challenge (contre-la-montre) - 2e du Grand Prix François-Faber - 3e du championnat du Luxembourg du contre-la-montre espoirs - 2007 - Champion du Luxembourg sur route espoirs - 2e du championnat du Luxembourg du contre-la-montre espoirs - 2008 - Champion du Luxembourg du contre-la-montre espoirs - Ruota d'Oro | - 2009 - Champion du Luxembourg sur route espoirs - Champion du Luxembourg du contre-la-montre espoirs - Circuit des Communes de la Vallée du Bédat - Transversale des As de l'Ain : - Classement général - 1re étape - Tour des Pays de Savoie : - Classement général - 1re étape - 2e de la Flèche du Sud |  |

### Palmarès professionnel
| - 2010 - 3e du championnat du Luxembourg sur route - 2012 - 2e du championnat du Luxembourg du contre-la-montre - 2e du championnat du Luxembourg sur route - 2013 - 3e du championnat du Luxembourg du contre-la-montre - 2014 - 2e du championnat du Luxembourg sur route | - 2015 - Tour du Haut-Var : - Classement général - 1re étape - 2e du championnat du Luxembourg sur route - 2017 - 3e du championnat du Luxembourg sur route |  |

### Résultats sur les grands tours

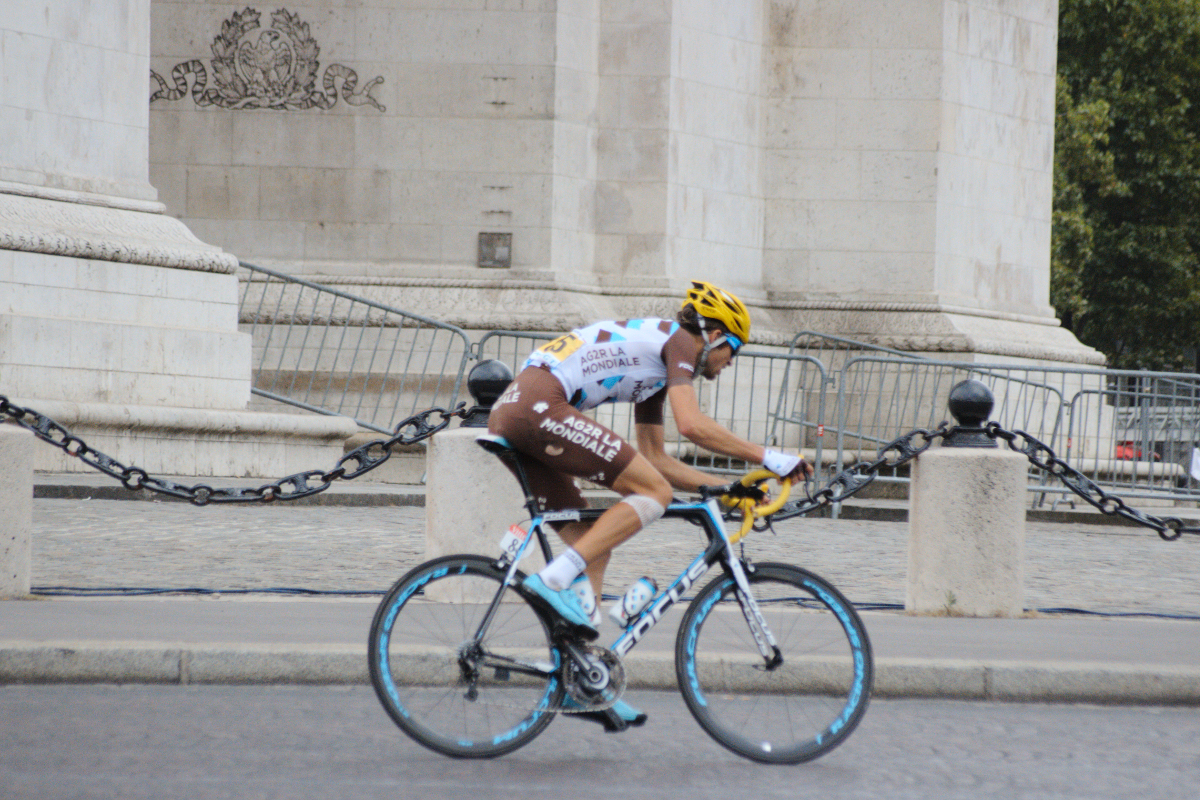
Ben Gastauer lors de la dernière étape du Tour de France 2014.

#### Tour de France
4 participations
- 2014 : 21e
- 2015 : abandon (11e étape)
- 2016 : 61e
- 2017 : 37e

#### Tour d'Italie
6 participations
- 2011 : 88e
- 2012 : 67e
- 2013 : 51e
- 2017 : 29e
- 2019 : 79e
- 2020 : abandon (8e étape)

#### Tour d'Espagne
3 participations
- 2012 : 81e
- 2013 : 65e
- 2018 : 36e

### Classements mondiaux
Jusqu'en 2010, Ben Gastauer est concerné par le Classement mondial UCI, puis depuis 2011, par l'UCI World Tour.
| Année                  | 2006 | 2007 | 2008 | 2009 | 2010 | 2011 | 2012 | 2013 | 2014 | 2015 | 2016 |
| ---------------------- | ---- | ---- | ---- | ---- | ---- | ---- | ---- | ---- | ---- | ---- | ---- |
| Calendrier mondial UCI |      |      |      |      | nc   |      |      |      |      |      |      |
| UCI World Tour         |      |      |      |      |      | nc   | 241e | nc   | nc   | nc   | nc   |
| UCI Europe Tour        | 362e | 310e | 383e | 157e | 157e |      |      |      |      |      |      |